# برنارد مارکوس
برنارد مارکوس، (به انگلیسی: Bernard Marcus) (زاده ۱۲ مه ۱۹۲۹ – درگذشتهٔ ۴ نوامبر ۲۰۲۴) کارآفرین، داروساز و مدیر ارشد اجرایی آمریکایی است، که در سال ۱۹۷۸ شرکت هوم دیپو را با مشارکت آرتور بلنک، ران بریل و پت فرح تأسیس نمود.
هوم دیپو هم‌اکنون (۲۰۱۴) با در اختیار داشتن شبکه‌ای از ۲٬۲۴۸ شعبه، به‌عنوان بزرگ‌ترین فروشنده لوازم خانگی و ساختمانی ایالات متحده آمریکا شناخته می‌شود. برنارد مارکوس در سال ۲۰۱۳ با دارایی خالص ۳٫۳ میلیارد دلار، در رتبه ۴۳۷ از میلیاردرهای جهان مجله فوربز قرار گرفت.

## زندگی شخصی و مرگ
مارکوس دو بار ازدواج کرد. او از همسر اولش، روث شوارتز (در سال ۱۹۷۲، درگذشته ۲۰۲۳) دو فرزند داشت: فردریک، استاد دانشگاه اموری، و سوزان (۲۰۲۱–۱۹۵۶)، موسیقیدان، مدیر موسیقی و بشردوست. او مؤسسه خیریه خود، بنیاد سوزان مارکوس کالینز را اداره می‌کرد. او یک پسر خوانده به نام مایکل موریس داشت که مالک و ناشر آتلانتا یهودی تایمز است، از همسر دومش، بیلی موریس (متولد ۱۹۷۳) را داشت که یک بشردوست بود. او۷ نوه داشت.
مارکوس در سال ۲۰۰۶ در آتلانتا اقامت گزید. مارکوس در۴ نوامبر ۲۰۲۴ در سن ۹۵ سالگی به مرگ طبیعی در خانه خود در بوکا راتون (فلوریدا) درگذشت.